# Else Werkmann
Else Werkmann (geboren als Else Rutzen 1897 in Berlin; gestorben im 20. Jahrhundert) war eine österreichische Übersetzerin. Sie publizierte auch unter dem Namen Else Baronin Werkmann.

## Leben
Else Rutzen war eine Tochter des Großindustriellen Franz Rutzen und dessen Frau Charlotte, geb. Schuberth. Zu ihrer Ausbildung gehörten der Besuch einer höheren Töchterschule und Sprachstudien. Sie heiratete den österreichisch-ungarischen Offizier Karl Werkmann, der 1917 nach der Thronbesteigung Karl I. zu dessen Privatsekretär ernannt wurde und am Tag von dessen Abdankung noch zum Freiherrn geadelt wurde. Er blieb in Karls Diensten und zog mit diesem im März 1919 in dessen Exil in die Schweiz und dann weiter nach Madeira. Karl und Else Werkmann arbeiteten für die Legitimisten in der Republik Österreich.
Mit dem Adelsaufhebungsgesetz in Österreich im April 1919 verlor Else Werkmann das Recht auf die Verwendung des Adelstitels, worauf sie aber in ihren Übersetzungen, die in Deutschland wie in Österreich verlegt wurden, keine Rücksicht nahm; sie trat weiterhin als Baronin oder Freiin auf.
Else Werkmann übersetzte, zum Teil gemeinsam mit ihrem Mann, zeitgenössische politische Literatur und Memoirenliteratur aus dem Englischen und Französischen ins Deutsche. Daneben übersetzte sie sowohl Jugendbücher als auch eine Reihe Kriminalromane von Edgar Wallace, Detektivgeschichten mit Sherlock Holmes von Arthur Conan Doyle, sowie Krimis von Herbert Adams und Sax Rohmer. Die Kriminalromane wurden in ihrer Übersetzung auch noch nach dem Zweiten Weltkrieg nachgedruckt.

## Übersetzungen (Auswahl)

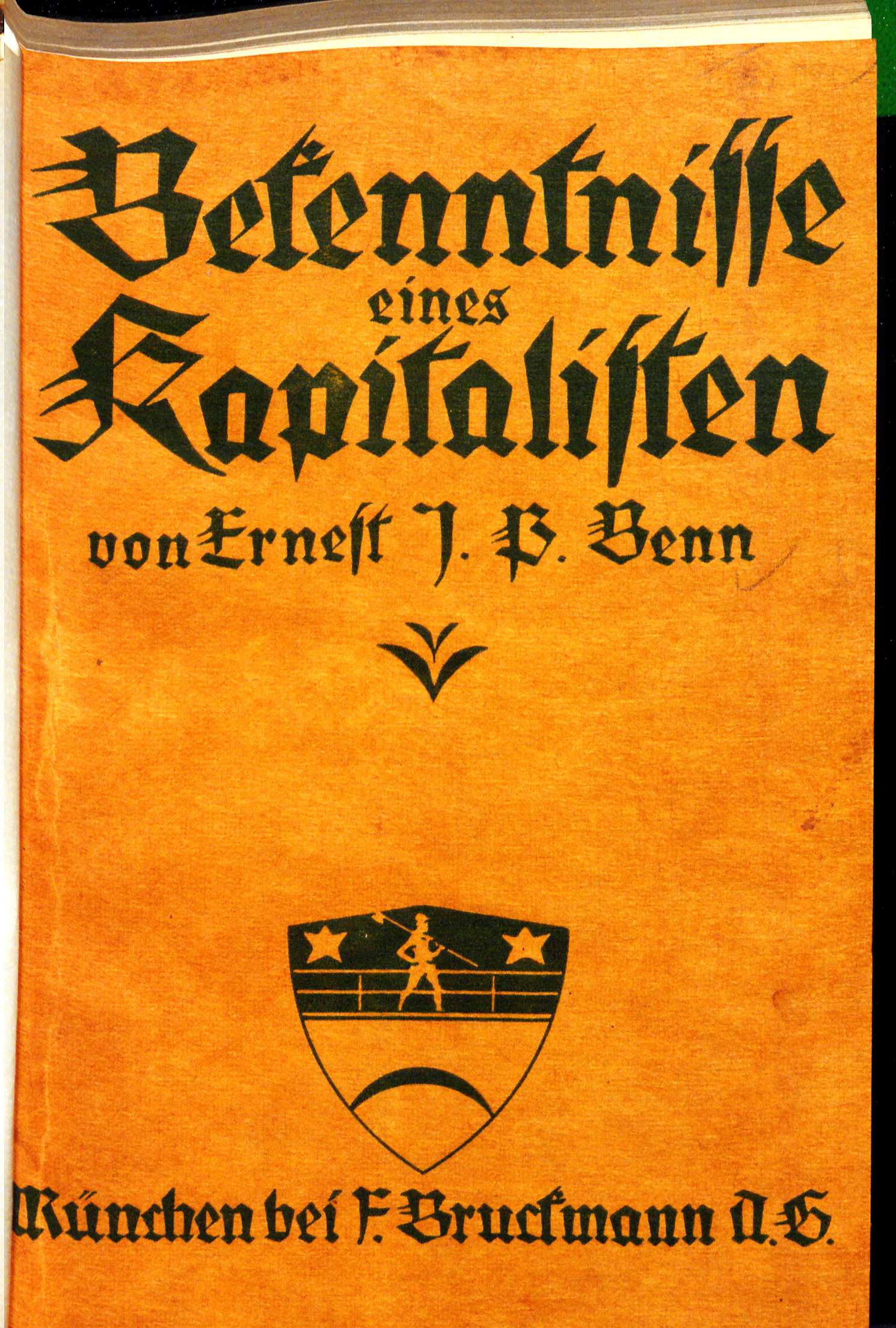
Übersetzung unter dem Namen Else Baronin Werkmann (1926)

- Boni de Castellane: Wie ich Amerika entdeckte. Erinnerungen. Berlin : Verlag für Kulturpolitik, 1926
- Edward Grey: Fünfundzwanzig Jahre Politik 1892–1916. München : F. Bruckmann, 1926
- Ernest Benn: Bekenntnisse eines Kapitalisten. München : F. Bruckmann, 1926
- Walter Hines Page: Die Briefe des Botschafters Walter H. Page an Woodrow Wilson. Berlin : Verlag für Kulturpolitik, 1926
- George William Buchanan: Meine Mission in Russland. Berlin : Verlag für Kulturpolitik, 1926
- Valentin Mandelstamm: Hollywood. Sittenroman aus der Welt des Films. Autorisierte Übersetzung aus dem Französischen. Leipzig : Hesse & Becker, 1927
- Robert Louis Stevenson: Der Schwarze Pfeil. Erzählung aus der Zeit der Rosenkriege in England. Minden : J. C. C. Bruns, 1927
- William Robert Robertson: Soldaten und Staatsmänner 1914–1918. Berlin : Deutsche Verlagsgesellschaft für Politik und Geschichte, 1927
- Jacques Lombard: Wir treiben in Nacht! Minden : J. C. C. Bruns, 1927
- Arthur Shadwell: Der Zusammenbruch des Sozialismus. München : F. Bruckmann, 1927
- Sidney Lee: Eduard VII. Dresden : P. Aretz, 1928
- J. M. Kenworthy: Vor kommenden Kriegen. Die Zivilisation am Scheidewege. Einleitung H. G. Wells. Wien : W. Braumüller, 1928
- Maurice Paléologue: Vertrauliche Gespräche mit der Kaiserin Eugenie. Dresden : Aretz, 1928
- Dorothy Caruso: Das Leben Enrico Carusos. Erinnerungen. Dresden : P. Aretz, 1929
- Emil Otto Hoppé: Romantik der Kleinstadt. Eine Entdeckungsfahrt durch das alte Deutschland. München : F. Bruckmann, 1929
- Lucien Lévy-Bruhl: Die Seele der Primitiven. Aus dem Französischen. Wien : W. Braumüller, 1930
- Walter Frederick Morris: G.B. Khaki oder Feldgrau. Ein unheimlicher Roman aus dem großen Kriege. Stuttgart : Verlag Dieck & Co., o. J. (1930)
- Charles Edward Callwell (Hrsg.): Die Tagebücher des Feldmarschalls Sir Henry Wilson. Stuttgart : Union Deutsche Verlagsgesellschaft, 1930
- Edward William Polson Newman: Gross-Britanniens Kampf um Ägypten. Zürich : Orell Füssli, 1930
- Pierre Lhande: Bilbilis. Die versunkene Stadt. Einsiedeln : Benziger & Co., 1930
- Edward Mandell House: Die vertraulichen Dokumente des Obersten House. Stuttgart : Union, 1932
- Blair Niles: Teufelsinsel. München : Drei Masken, 1932
- Kiyoshi Kawakami: Japan spricht! Wien : W. Braumüller, 1933
- Herbert Vivian: Kreuzweg eines Kaisers. Leipzig : Höger, 1935